# La Puissance et la Gloire
Pour les articles homonymes, voir The Power and the Glory.
La Puissance et la Gloire (The Power and the Glory) est un roman de l'écrivain britannique Graham Greene, publié en 1940.
Le titre de ce roman est emprunté à la doxologie suivant immédiatement la récitation du  Notre-Père : « Car c'est à toi qu'appartiennent le règne, la puissance et la gloire, pour les siècles des siècles ».

## Contexte
Le roman raconte l'histoire d'un prêtre catholique dans l'État de Tabasco au Mexique dans les années 1930, époque où le gouvernement mexicain, dominé par Plutarco Elías Calles, s'était engagé dans une violente campagne antichrétienne visant particulièrement l'Église catholique.
Dans les premières décennies du XXe siècle, les leaders révolutionnaires ont essayé de détruire la féodalité qui régissait les relations sociales au Mexique depuis quatre siècles et concentraient la terre et le pouvoir entre les élites et l'Église. Calles appartenait à cette lignée de leaders anticléricaux.
Aux yeux des catholiques, le Mexique faisait partie, avec l'Union soviétique et l'Espagne, de ce que le pape Pie XI a appelé le Triangle Terrible. La persécution a été particulièrement sévère dans la province de Tabasco, où le gouverneur anticlérical Tomás Garrido Canabal avait fondé et activement encouragé des groupes paramilitaires appelés les « chemises rouges » qui se considéraient comme marxistes, et avait réussi à fermer toutes les églises de l'État, forçant les prêtres à se marier et à abandonner leurs soutanes.

## Résumé
Le personnage principal de l'histoire est un prêtre anonyme, qui combine une force d'autodestruction, une pitoyable lâcheté, une recherche de la pénitence et une quête désespérée de la dignité. Un lieutenant de la police, lui aussi sans nom, est chargé de traquer ce prêtre. Basé sur la personnalité de Tomás Garrido Canabal, c’est un socialiste engagé qui méprise tout ce que représente l'Église, estimant que tous les membres du clergé sont fondamentalement mauvais, que l'Église est corrompue et qu'elle ne fait que donner au peuple l'illusion de fausses croyances.
L'histoire commence avec l'arrivée du prêtre dans une petite ville d’une région où le catholicisme est interdit, puis le suit dans son périple à travers le Mexique, où il tente d’exercer son ministère de son mieux. Il est hanté par ses démons personnels, en particulier par un enfant qu’il a eu d’une paroissienne quelques années auparavant. L’opposé du prêtre au sein du clergé est Padre José, un prêtre contraint de renoncer à sa foi et à prendre femme par ordre du gouvernement, qui vit comme un retraité de l'État sous les moqueries des enfants de la ville.
Pendant son voyage, le prêtre rencontre aussi un métis qui se révèle plus tard être un judas. Le lieutenant, pour sa part, est moralement irréprochable, mais il est froid et inhumain : alors qu'il est censé « vivre pour le peuple », il met en pratique un plan impitoyable de prise d'otages et d’exécutions dans les villages où le prêtre a séjourné sans que les villageois le dénoncent. Il a vécu de mauvaises expériences avec l'Église dans sa jeunesse, aussi y a-t-il un élément personnel dans sa traque du prêtre.
Dans sa fuite, le prêtre s'échappe dans une province voisine et y renoue avec le métis qui le persuade de revenir pour entendre la confession d'un mourant. Bien que le prêtre soupçonne un piège, il se sent dans l'obligation de remplir son devoir sacerdotal. En arrêtant le prêtre, le lieutenant avoue qu'il n'a rien contre lui en tant qu’homme, mais qu’il le considère comme un danger. A la veille de l'exécution, le lieutenant montre cependant de la miséricorde et tente de convaincre Padre José de confesser le condamné. Si le lieutenant est convaincu qu'il a « nettoyé la province de ses prêtres », dans la scène finale, un autre prêtre arrive cependant dans la ville, suggérant ainsi que l'Église catholique ne peut pas être détruite.

## De la réalité à la fiction
Tout au long du livre, Greene place la frontière au nord et la mer au sud alors que, en fait, la baie de Campêche est située au nord du Tabasco  et que sa frontière avec le Chiapas est au sud. Cependant, la plupart des descriptions de voyages, généralement difficiles, et de lieux, habituellement déserts, sont exactes et fondées sur le voyage qu’a effectué Greene à Tabasco en 1938, qu’il a relaté dans son récit Routes sans lois (en). Plusieurs années plus tard, Greene a confié que c’est à Tabasco qu'il a commencé à devenir chrétien, car la fidélité des paysans avait « pris de telles proportions [qu’il ne pouvait] pas s'empêcher d'être profondément ému. ».

## Accueil par l’Église catholique
Ce roman a suscité un débat au sein de l’Église catholique.
En 1953, l’archevêque de Westminster, le cardinal Bernard Griffin, convoqua l'écrivain pour lui lire une lettre du Saint-Siège condamnant le roman, en particulier du fait de son caractère « paradoxal ». Greene a écrit dans son autobiographie Ways of escape qu’il se demandait « si un État totalitaire [l]'aurait traité avec autant de ménagement lorsqu’[il] a refusé de réviser le livre avec l’argument casuistique que le copyright était entre les mains de [ses] éditeurs ». En effet, aucune condamnation publique n’a été formulée.
En 1965, Greene a rencontré le pape Paul VI qui lui a assuré : « Monsieur Greene, certains aspects de vos livres vont certainement offenser certains catholiques, mais vous devriez n’y prêter aucune attention ». En effet, en 1953, dix ans avant d'accéder à la papauté, Mgr Giovanni Battista Montini avait défendu l’ouvrage contre d’autres ecclésiastiques qui voulaient le mettre à l'Index.

Le père Maurice Zundel citait ce roman comme une œuvre édifiante : 

« Nous sentons le contraste entre le premier prêtre qui a voulu sauver sa peau et qui s'est livré à la mort, aux forces de la nature qui sont seules à le porter et dans lesquelles il va se dissoudre, et l'autre qui a remonté la pente, l'autre qui est entré dans la nouvelle naissance, qui a porté sa peau, qui a surmonté la peur, qui a bravé tout danger, qui s'est offert au martyre et qui est entré dans la mort comme un grand vivant. »

— Maurice Zundel, Silence, parole de vie (transcription d'une retraite tenue en 1959), éd. Anne Sigier, 1990, p. 114.

## Adaptations
En 1947, le roman a été librement adapté au cinéma sous le titre The Fugitive (en français, Dieu est mort), réalisé par John Ford et interprété par Henry Fonda dans le rôle du prêtre.
En 1951, le roman est adapté au Théâtre de l'Athénée par Pierre Bost, Pierre Darbon et Pierre Quet, mis en scène par André Clavé avec des décors du peintre Pierre Soulages.
Il a également fait l’objet d’adaptations télévisées au Royaume-Uni, aux États-Unis et en France (Claude Barma, 1964).